# زلتس
زلتس (به فرانسوی: Seltz) یک کمون در فرانسه با جمعیت ۳٬۱۸۴ نفر است که در Canton of Seltz واقع شده‌است.